# Hirschioporus versatilis
Hirschioporus versatilis är en svampart som först beskrevs av Miles Joseph Berkeley, och fick sitt nu gällande namn av Imazeki 1945. Hirschioporus versatilis ingår i släktet Hirschioporus och familjen Polyporaceae.   Inga underarter finns listade i Catalogue of Life.